# 姥捨山

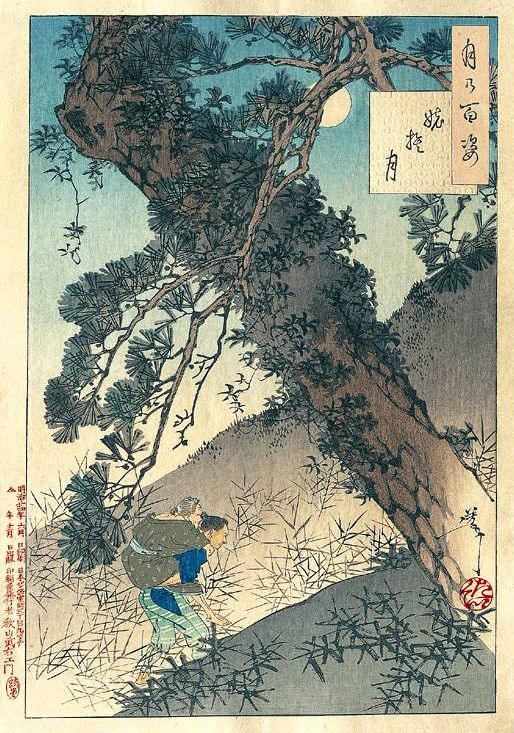
『姥捨月』（月岡芳年『月百姿』）

姥捨山（うばすてやま）是以棄老傳說為題材的日本民話。

## 概要
大致上分成「枝折型」和「難題型」，以及以上兩種的複合型。因法令、減少扶養人口等原因，將高齡的雙親捨棄在深山的親子之間的故事。

## 故事类型

### 難題型
某個國主，發布將無勞動力的老年人捨棄在深山的無情法令。某個百姓不忍遺棄老親，將其密藏於家的地板下。不久之後，國主遭逢鄰國以難題要脅的國難，結果老人用智慧解救鄰國入侵的危機。最後國主不再認為老年人無用，將法令撤回。

### 折枝型
兒子背負老親前往深山遺棄之際，老人沿路折小樹枝（或撒米糠），其子詢問何故如此，老人答以「為了讓你回家時不會迷路」。其子深受感動，將老人帶回家。

## 關連作品
- 『楢山節考』

## 關連項目
- 冠着山（姨捨山）

## 外部連結
- 井本英一、「棄老説話の起源（山崎春成教授退任記念号）」『国際文化論集』 14号 p.77-100, 1996-09-30,